# Castlevania: The Adventure ReBirth
Castlevania: The Adventure ReBirth — платформер, разработанный M2 и выпущенный в 2009 году компанией Konami для игровой приставки Wii, в составе сервиса WiiWare. По состоянию на 26 марта 2018 года игру больше нельзя купить из-за того что из магазина Wii Shop Channel была убрана возможность добавлять новую валюту Wii Points. Основанная на игре 1989 года для портативной приставки Game Boy — Castlevania: The Adventure —, это третья игра в серии ReBirth от M2, вышедшая после Gradius ReBirth и Contra ReBirth. Действие игры происходит за сто лет до оригинальной Castlevania, и в ней игрок управляет предком Саймона Бельмонта — Кристофером Бельмонтом, который должен победить вампира Дракулу.

## Игровой процесс
The Adventure ReBirth состоит из шести областей, которые игрок должен пройти чтобы завершить игру. В конце каждой области находится босс, которого игрок должен победить, прежде чем перейти к следующему этапу.
Основным оружием игрока для атаки внутриигровых врагов является кнут, который можно улучшать, собирая шары. Последнее улучшение позволяет игроку стрелять из кнута Кристофера некоторое время. В отличие от оригинальной Adventure для Game Boy, здесь есть вспомогательные предметы, которые восполняются сердцами. Всего вспомогательных предметов пять, и у каждого своё назначение.

## Звук
Саундтрек к игре был написан Манабу Намики, который работал над другими играми серии ReBirth. Музыка состоит из ремиксов предыдущих треков серии Castlevania. Официальный альбом был выпущен 24 марта 2010 года в сборнике с музыкой из Contra ReBirth.

## Отзывы
| Сводный рейтинг       | Сводный рейтинг |
| Агрегатор             | Оценка          |
| --------------------- | --------------- |
| GameRankings          | 81,10 %         |
| Metacritic            | 78/100          |
| Русскоязычные издания |                 |
| Издание               | Оценка          |
| «Страна игр»          | [ 8 ]           |

The Adventure ReBirth получила в основном положительные отзывы, получив среднюю оценку на Metacritic в 78/100 на основе 22 отзывов. Тим Тури из Game Informer похвалил звук в игре и отметил, что она лучше оригинальной Castlevania: The Adventure, хотя он так же счёл, что её игровой процесс «не прощает». В 2011 году Роберт Воркман из GameZone оценил её как 10-ю в списке лучших игр серии Castlevania и похвалил Konami за создание этой игры в свете Castlevania: Lords of Shadow.

## Заметки
1. ↑   (яп. ドラキュラ伝説 ReBirth Dorakyura Densetsu: ReBirth, The Legend of Dracula ReBirth[1])